# Brachymesia
Brachymesia là một chi chuồn chuồn ngô thuộc họ Libellulidae. Chúng còn có tên gọi là Tropical Pennants.
Loài B. gravida được tìm thấy ở Hoa Kỳ. Các loài khác có mặt ở Nam Mỹ và miền Nam Hoa Kỳ.

## Hình ảnh

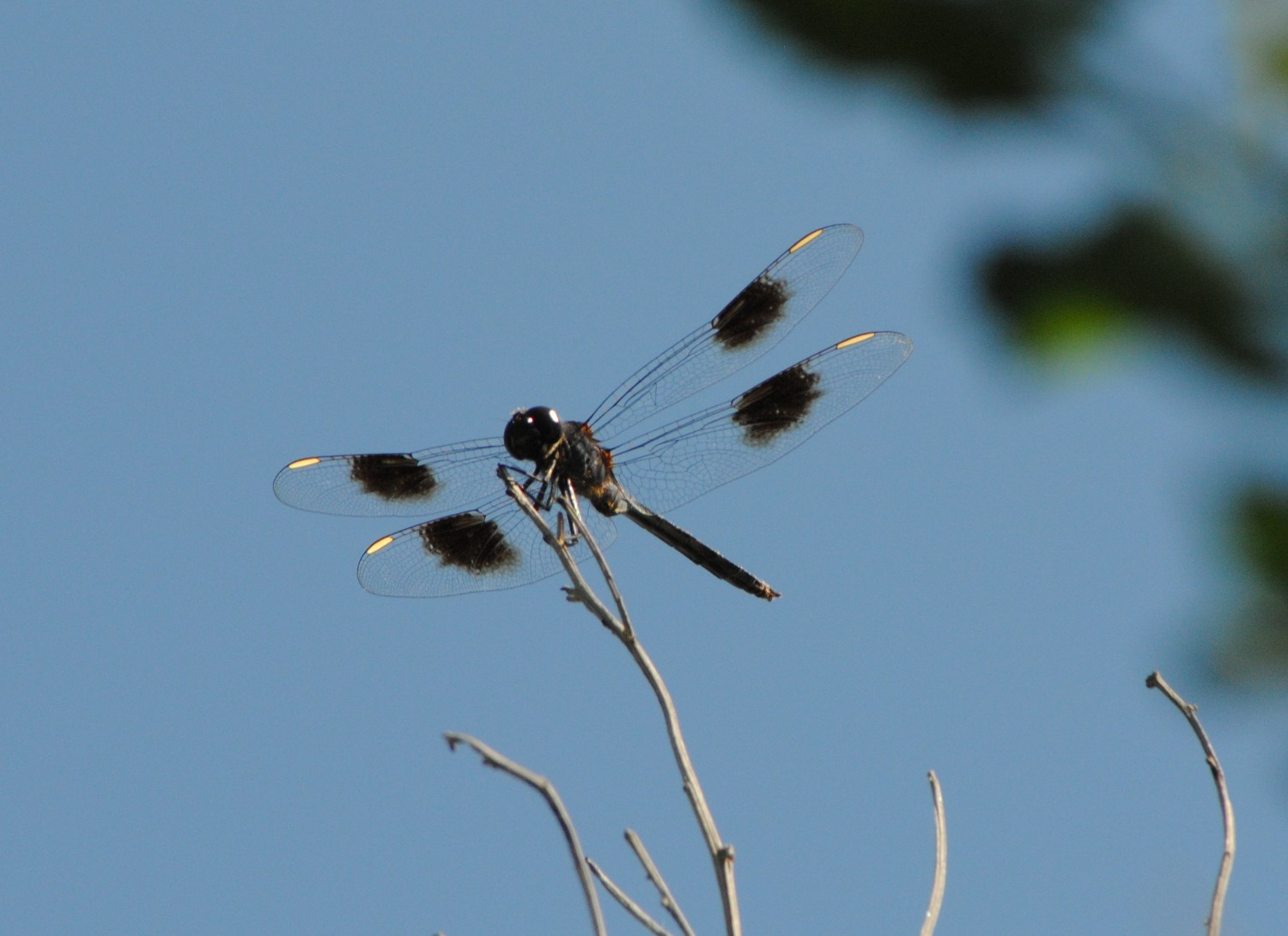

## Các loài
Chi này gồm các loài sau:
- Brachymesia furcata (Hagen, 1861) - Red-tailed Pennant[1]
- Brachymesia gravida (Calvert, 1890) - Four-spotted Pennant[3]
- Brachymesia herbida (Gundlach, 1889) - Tawny Pennant[4]